# Южне (Аккайинський район)
Ю́жне (каз. Южное) — село у складі Аккайинського району Північноказахстанської області Казахстану. Входить до складу Шагалалинського сільського округу.
Населення — 85 осіб (2021; 141 у 2009, 204 у 1999, 359 у 1989).
Національний склад станом на 1989 рік:
- росіяни — 52 %
- казахи — 23 %.